# Calle de las Negras
La calle de las Negras es una vía pública de la ciudad española de Madrid, situada en el barrio de Universidad, distrito Centro.

## Descripción
La vía ya tenía el título, de origen incierto, en el plano de Espinosa; antes se había conocido como «calle de la Sierpe». Discurre desde la calle de la Princesa hasta la travesía del Conde Duque. Aparece descrita en Las calles de Madrid (1889) de Hilario Peñasco de la Puente y Carlos Cambronero con las siguientes palabras:

Negras. Comienza en la calle de la Princesa y acaba en la travesía del Conde Duque. Antes se llamó de la Sierpe, aunque aparece con el nombre actual en el plano de Espinosa; en el de Texeira carece de denominación. Tradición.—En una casa con accesorias á esta calle tenían los duques de Veragua, nietos de Colón, recogidas las negras o esclavas que traían de América. El palacio se cree que estaba donde hoy el del Duque de Alba. Otra tradición dice que allí se aposentaron las negras que el gran Tamorlán envió a España, como presente hecho al rey de Castilla Enrique III: una de ellas se hizo célebre por lo bien que bailaba en la cuerda floja.
(Peñasco de la Puente y Cambronero, 1889, pp. 356-357)